# Памятник Сталину (Минск)

Середина 50-х годов XX века. Минск, монумент Сталина на Центральной площади.

Памятник Сталину на Центральной площади в Минске — центральное скульптурное произведение Минска в сталинский период истории Белорусской ССР. Был создан авторским коллективом скульпторов З. И. Азгура, А. О. Бембеля, А. К. Глебова и С. И. Селиханова. Фигура руководителя советского государства И. В. Сталина возносилась на высоту около 10 метров (вместе с постаментом). Кроме Центральной площади, памятники Сталину также были установлены в парке «Профинтерн» (ныне — парк им. М. Горького), в рабочем посёлке Грушевский (ул. Железнодорожная), а также у входа в библиотеку им. Ленина.

## История памятника
Бронзовая скульптура была отлита по заранее подготовленной модели памятника, вылепленной из глины. Памятник был открыт 21 сентября 1952 года. Центральная площадь была заполнена полностью — собрались несколько десятков тысяч человек.

Открытие памятника Сталину в Минске, 21 сентября 1952 года.

Митинг, посвященный открытию монумента, открыл секретарь Минского областного комитета КП(б)Б К.Т. Мазуров.
Памятник был демонтирован (взорван) 3 ноября 1961 года.